# Luigi Bottiglia Savoulx
Luigi Bottiglia Savoulx, italijanski rimskokatoliški duhovnik, škof in kardinal, * 16. februar 1752, Cavour, † 14. september 1836, Rim.

## Življenjepis
26. decembra 1791 je prejel duhovniško posvečenje.
15. marca 1826 je bil imenovan za naslovnega nadškofa Pamphilusa in 2. aprila istega leta je prejel škofovsko posvečenje.
23. junija 1834 je bil povzdignjen v kardinala in imenovan za kardinal-duhovnika S. Silvestro in Capite. 27. novembra istega leta je bil imenovan za prefekta Papeške signature.